# Siniša Stanković
Siniša Stanković (srbsko Синиша Станковић), srbski zoolog, predavatelj, politik in akademik, * 26. marec 1892, Zaječar, † 24. februar 1974, Beograd.
Stanković velja za utemeljitelja znanstvene biologije v nekdanji Jugoslaviji. Bil je član SANU in več drugih akademij, mdr. dopisni član Slovenske akademije znanosti in umetnosti (od 1953), predsednik Akademijskega sveta SFRJ, ustanovitelj Inštituta za ekologijo in biogeografijo SANU in direktor Biološkega inštituta Srbije. 
Od osvoboditve Beograda oktobra 1944 je predsedoval Narodnoosvobodilni fronti Beograda (kasneje celotne Srbije) in postal tudi predsednik Antifašitičnega sveta narodne (ljudske) osvoboditve Srbije (ASNOS). Novembra 1945 je v ustavodajni skupščini DFJ/FLRJ prebral deklaracijo o ustanovitvi FLRJ. Potem je predsedoval Prezidiju Ljudske ("narodne") skupščine Ljudske ("narodne") republike Srbije (samo do jeseni 1946). Imel je le formalno vlogo političnega voditeljan oz. predsednika Srbije, za katero so ga pridobili komunisti.